# لپنسکی ویر
لِپِنسکی ویر (به صربی: Lepenski Virَ) یک محوطه باستانی در صربستان است. این محوطه شامل هفت سکونت‌گاه متعلق به دوران نوسنگی و یک سکونت‌گاه قدیمی‌تر، که احتمالاً قدمت آن به دوران میان‌سنگی می‌رسد، است.
لپنسکی ویر پسین (حدود ۶۳۰۰ (پ.م) تا ۶۰۰۰ (پ.م)) به خاطر ابداعات در معماری، مثل ساختمان‌های ذوزنقه‌ای و مجسمه‌های یادمانی مورد توجه قرار گرفته است.

## نگارخانه

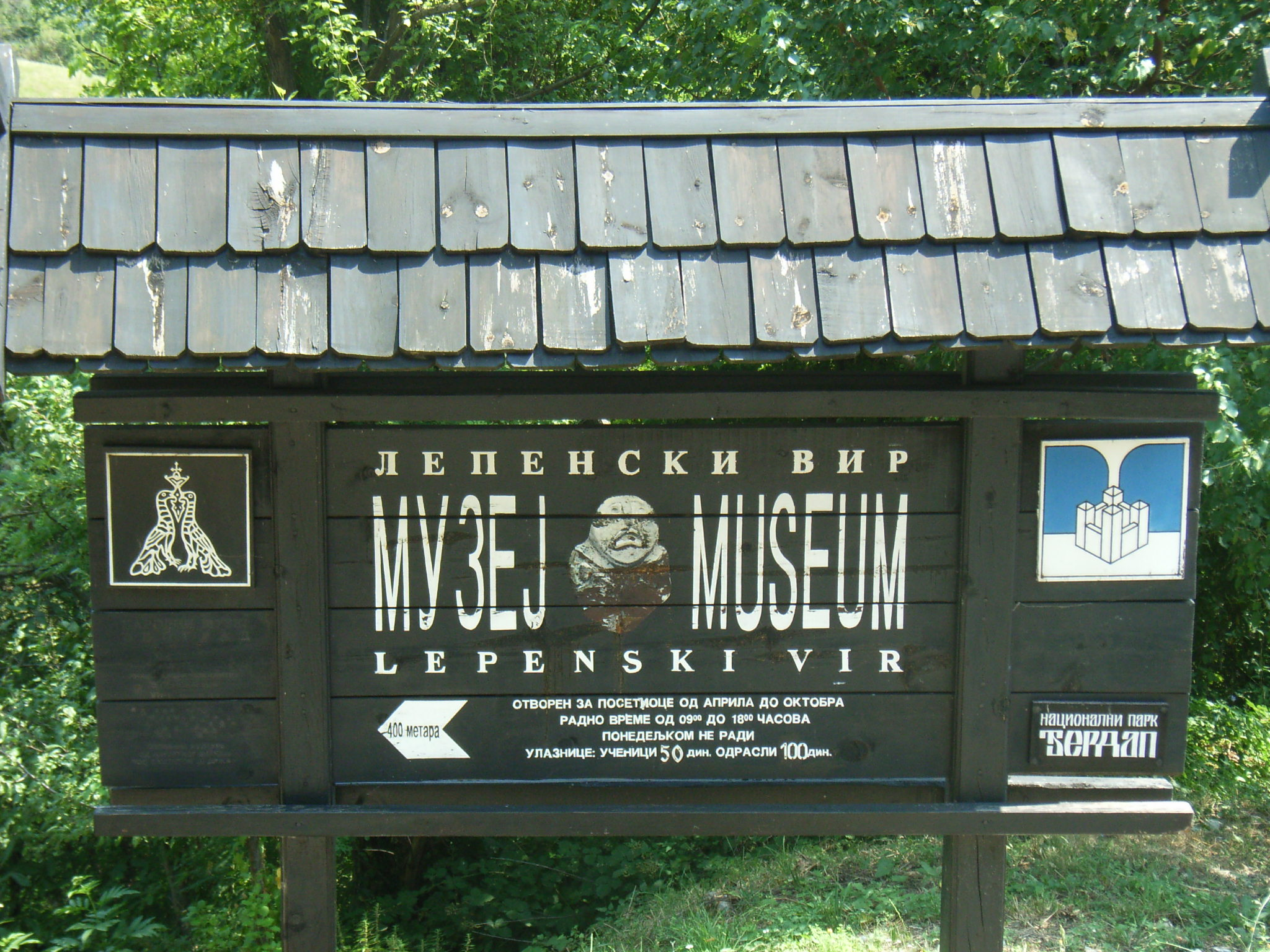